# 成井大介
成井 大介（なるい だいすけ、Paul Daisuke Narui, S.V.D., 1973年11月24日 - ）は、日本のカトリック教会聖職者でカトリック新潟教区現任司教。洗礼名は「パウロ」。神言会会員。

## 経歴
愛知県岩倉市で生まれ、1986年に神言会小神学校に入学。1992年3月に南山高等学校国際部を卒業し、1992年4月に南山大学文学部神学科入学。2001年3月10日、カトリック南山教会でカトリック名古屋教区長野村純一司教により司祭に叙階。
2001年から2004年は、新潟教区のカトリック秋田教会で助任司祭。2004年4月から2006年までアメリカ合衆国で研修を受け、2006年4月から2011年3月まで名古屋市で神言修道会神学生養成担当を務めた。2006年から2013年はカリタスジャパン秘書を務め、2011年から2013年は仙台教区サポートセンターで働いた。2012年10月から神言修道会総本部正義と平和（JPIC）コーディネーターを務めた。
2020年5月31日、教皇フランシスコによって二年半空位となっていたカトリック新潟教区司教に任命された。同年9月22日、新潟市のカトリック新潟教会で東京教区菊地功大司教主司式による叙階式で司教に叙階された。新型コロナウイルス感染拡大予防の為、司教団、教区内の司祭と各地区からの代表の信徒だけの参加となった。